# صموئيل بيتش أكستل
صموئيل بيتش أكستل هو قاضي وسياسي أمريكي، ولد في 14 أكتوبر 1819 في مقاطعة فرانكلن في الولايات المتحدة، وتوفي في 7 أغسطس 1891 في موريستاون في الولايات المتحدة. نشط حزبياً في الحزب الجمهوري والحزب الديمقراطي. وقد انتخب Governor of the Territory of Utah ‏ (2 فبراير 1875 – 8 يونيو 1875) وانتخب Governor of the Territory of New Mexico ‏ (30 يوليو 1875 – 29 سبتمبر 1878) وانتخب عضو مجلس النواب الأمريكي ‏.